# Ophiorrhiza venosa
Ophiorrhiza venosa är en måreväxtart som beskrevs av Elmer Drew Merrill. Ophiorrhiza venosa ingår i släktet Ophiorrhiza och familjen måreväxter.
Artens utbredningsområde är Filippinerna. Inga underarter finns listade i Catalogue of Life.